# De vuelta en Samdal-ri
De vuelta en Samdal-ri (en hangul, 웰컴투 삼달리; romanización revisada, Welkeomtu samdalri; literalmente, «Bienvenido a Samdali») es una serie de televisión surcoreana dirigida por Cha Young-hoon y protagonizada por Ji Chang-wook y Shin Hye-sun. Se emitió por el canal JTBC el 2 de diciembre de 2023, en horario de sábados y domingos. También quedó disponible en las plataformas TVING para Corea del Sur y Netflix para otros países.

## Sinopsis
Cho Yong-pil y Cho Sam-dal son dos amigos de la infancia que se reencuentran en la isla de Jeju. Después de perder a su madre, que era una haenyeo, por un informe meteorológico equivocado, Yong-pil decide convertirse en meteorólogo para proteger a los ancianos de su ciudad natal. Sin embargo, se gana la reputación dentro de la administración meteorológica de ser un alborotador testarudo debido a la pasión con que afronta el trabajo y a su negativa a dejar pasar la información errónea. Por otro lado, Cho Eun-hye, cuyo nombre real es Cho Sam-dal, es una famosa fotógrafa. Sam-dal soñaba con crecer rápidamente y abandonar la isla desde muy joven. Tan pronto como escapó a Seúl, soportó una vida difícil como asistente en la industria de la fotografía de moda durante ocho años bajo el nombre artístico de Cho Eun-hye y logró alcanzar la cima de su profesión. Pero después de tanto esfuerzo un incidente compromete gravemente su carrera. Entonces regresa a su ciudad natal, donde se reencuentra con Yong-pil. A pesar de tantos años separados, los dos amigos descubren que su afecto mutuo sigue siendo tan fuerte como siempre.

## Reparto

### Principal
- Ji Chang-wook como Cho Yong-pil, pronosticador del tiempo en la Administración Meteorológica de la isla de Jeju.[7][8]
- Shin Hye-sun como Cho Sam-dal / Cho Eun-hye, fotógrafa de moda con un nombre artístico.[7][8]

### Secundario

#### Familia de Sam-dal
- Kim Mi-kyung como Ko Mi-ja, la madre de Sam-dal, una mujer de carácter que es presidenta de la asociación de buceadoras. Aunque todos en el pueblo envidian a su familia, no deja de preocuparse por sus hijas, una divorciada, una viuda y otra soltera.[9][10]
- Seo Hyun-cheol como Cho Pan-shik, el padre de Sam-dal, que es conductor de autobús en Jeju.[10][11]
- Shin Dong-mi como Cho Jin-dal, la hermana mayor de Sam-dal, que fue asistente de vuelo. Después se casó con Jeon Dae-young, pero no pudo soportar el estilo dominante de la familia de su marido y acabó divorciándose y volviendo a su ciudad natal.[12]
- Kang Mi-na como Cho Hae-dal, la hermana menor de Sam-dal, aunque ya es madre de una niña, a la que cría sola porque su marido murió antes de que naciera; por ello, puede parecer más madura que sus hermanas.[12][13]
- Kim Do-eun como Cha Ha-yool, la hija de Hae-dal, que a sus nueve años parece una pequeña adulta.[14]

#### Familia de Yong-pil
- Yoo Oh-sung como Cho Sang-tae, el padre de Yong-pil, que trabaja como trabajador subcontratado en el equipo de asuntos civiles.[14]
- Jung Yoo-mi como Boo Mi-ja, la difunta madre de Yong-pil. Murió cuando este iba a primer curso en la escuela secundaria.
  - Oh Woo-ri como Boo Mi-ja en su juventud.[15]
- Kim Ja-young como Yang Geum-ok, la abuela materna de Yong-pil; expresidenta de la asociación de buceadoras, en la actualidad padece demencia.[16][17]
- Yoo Sun-woong como Boo Dae-choon, el abuelo materno de Yong-pil, que a sus casi 90 años sigue cuidando de su mujer.

#### Los cinco hermanos Águila
- Kang Young-seok como Boo Sang-do, amigo de Sam-dal y Yong-pil, que tras el éxito del restaurante de su madre es un símbolo de riqueza en Samdali.[18][19]
- Lee Jae-won como Wang Kyung-tae, amigo de Sam-dal y Yong-pil. Se mudó a Seúl, pero regresó a su ciudad natal sin éxito, y con la ayuda de Yong-pil es guardia de seguridad en la Administración Meteorológica de la isla de Jeju. Siempre es el más rápido en escuchar y difundir noticias.[20][21][22]
- Bae Myung-jin como Cha Eun-woo, amigo de Sam-dal y Yong-pil, el único casado del grupo, observador en la Administración Meteorológica de la isla de Jeju.[21]

#### Entorno de las tres hermanas Cho
- Yang Kyung-won como Jeon Dae-young, exmarido de Jin-dal y director ejecutivo de AS Group.[23][24]
- Kang Gil-woo como Ko Cheol-joong, secretario de Dae-young.[25][26]
- Kim Min-chul como Gong Ji-chan, director ejecutivo de Dolphin Center, un grupo de protección de delfines mulares del sur de Jeju.[27][28]

#### Gente de Samdal-ri
- Baek Hyun-joo como Oh Geum-sool, la madre de Kyung-tae, una haenyeo que es además la propietaria de la tienda Lucky Convenience.[29][30]
- Kim Mi-hwa como Yang Boo-ja, la madre de Eun-woo, también haenyeo. [31]
- Yoon Jin-sung como Jeon He-ja, la madre de Sang-do, haenyeo y propietaria del mejor restaurante de Jeju.[23]
- Kim Hak-sun como Boo Dae-sung, el padre de Sang-do.
- Byun Jong-soo como Wang Sung-koo, el padre de Kyung-tae.
- Yoo Seung-il como Cha Man-deok, el padre de Eun-woo.
- Sazal Mahamud como Kim Man-soo, un trabajador extranjero a tiempo parcial en la tienda Lucky Convenience de Kyung-tae.

#### Administración Meteorológica de la Isla de Jeju
- Lee Tae-hyung como Han Seok-gyoo, el jefe de Yong-pil, director del departamento de pronóstico.
- Kim Hyun-mok como Kang Baek-ho, colega de Yong-pil en el departamento de pronóstico.

#### Entorno de Cho Eun-hye
- Yoon Seo como Bang Eun-joo. Fue la primera asistente de Sam-dal en 3MOON Studio durante cuatro años. Es un personaje ávido de éxito, pero dedica más tiempo y energía a envidiar a los demás que al desarrollo de sus propias habilidades.[23][32]
- Han Eun-sung como Cheon Choong-ki, el exnovio de Sam-dal, que es editor de la Revista X.[33]
- Kim Ah-young como Ko Eun-bi, la segunda asistente de Sam-dal en 3MOON Studio.[23][34]
- Lee Do-hye como Yang Ji-eun, la asistente más joven de 3MOON Studio.[23][35]

### Apariciones especiales
- Kim Tae-hee como ella misma (ep. 16).[36][37]
- Kim Dae-gon como el periodista An Kang-hyun.[38]

## Producción y promoción
De vuelta en Samdal-ri es la primera colaboración entre el director Cha Young-hoon (que lo fue también de Uncontrollably Fond y de Cuando la camelia florece) y el guionista Kwon Hye-joo, autor también de ¡Hola y adiós, mamá! y Go Back Couple. El primero presentó la serie como «una historia sobre el amor, la amistad y la curación», en la que si una persona se siente sola y agotada, si mira a su alrededor puede encontrar a semejantes que la apoyarán sin pedir nada a cambio.
El 2 de febrero de 2023 las agencias de Ji Chang-wook y Shin Hye-sun anunciaron que habían recibido la oferta de participar en el reparto y que estaban evaluándola; el 19 de junio se confirmó que serían los protagonistas de la serie, que se anunciaba para la segunda mitad del año. El 2 de noviembre de 2023 se lanzó el primer avance de la serie. El 7 del mismo mes salió un primer cartel con los dos protagonistas, y el 13 se publicaron imágenes de la sesión de lectura del guion, que había tenido lugar en abril. El 24 se difundieron un nuevo cartel de pareja y dos carteles de personajes.
El 30 de noviembre se hizo público un esquema con las relaciones entre los personajes. El 1 de diciembre la producción se presentó en línea, con la asistencia del director y los dos protagonistas. Durante la misma Ji Chang-wook formuló el auspicio de que la serie partiera con un 5 % de audiencia para ir creciendo.

## Banda sonora original
La productora Most Contents dio a conocer el día 30 los nombres de los intérpretes de los tres primeros temas que conforman la banda sonora original. La lista de canciones de esta fue seleccionada personalmente por Cho Yong-pil; se trata de versiones de temas famosos: Shin Seung-hoon canta Reunion in Memories; Taeyeon interpreta Dream, y DK (Dokyeom, vocalista principal del grupo Seventeen), canta a su vez Short Hair. Por otra parte, Gaemi, que fue director musical de series de éxito como Descendientes del sol, Cuando la camelia florece y The World of the Married, se hizo cargo de la música que acompaña la serie.
| Parte | Fecha de publicación                                                                | Título                                                                              | Letra                                                                               | Música                                                                              | Artista                                                                             | Dur.                                                                                | Ref.                                                                                |
| ----- | ----------------------------------------------------------------------------------- | ----------------------------------------------------------------------------------- | ----------------------------------------------------------------------------------- | ----------------------------------------------------------------------------------- | ----------------------------------------------------------------------------------- | ----------------------------------------------------------------------------------- | ----------------------------------------------------------------------------------- |
| 1     | 3 de diciembre de 2023                                                              | 단발머리[«Cabello corto»]                                                           | Park Geon-ho                                                                        | Cho Yong-pil                                                                        | DK Seventeen                                                                        | 3:41                                                                                | [ 47 ]                                                                              |
| 2     | 10 de diciembre de 2023                                                             | «Beautiful Day»                                                                     | Munan, Klozer                                                                       | Gaemi                                                                               | Gemini                                                                              | 4:09                                                                                | [ 48 ]                                                                              |
| 3     | 8 de diciembre de 2023                                                              | 꿈 [«Sueño»]                                                                        | Cho Yong-pil                                                                        | Cho Yong-pil                                                                        | Taeyeon                                                                             | 3:58                                                                                | [ 49 ]                                                                              |
| 4     | 24 de diciembre de 2023                                                             | 추억속의 재회 [«Reunión»]                                                           | Choi Eun-jeong                                                                      | Cho Yong-pil                                                                        | Shin Seung-hun                                                                      | 4:17                                                                                | [ 50 ]                                                                              |
| 5     | 30 de diciembre de 2023                                                             | 그대 내 맘에 [«En mi corazón»]                                                      | Ant, Midnight                                                                       | Ant, Midnight                                                                       | Bumjin                                                                              | 3:30                                                                                | [ 51 ]                                                                              |
| 6     | 7 de enero de 2024                                                                  | 좋은 사람 [«Buena persona»]                                                         | Ant, Midnight, CHANRAN                                                              | CHANRAN, Midnight                                                                   | Kim Na-young                                                                        | 3:34                                                                                | [ 52 ]                                                                              |
| 7     | 13 de enero de 2024                                                                 | 바다의 노래 [«Canción del mar»]                                                     | Gaemi                                                                               | Gaemi, chroma_key                                                                   | LeeZe                                                                               | 3:57                                                                                | [ 53 ]                                                                              |
| 8     | 14 de enero de 2024                                                                 | 춤 [«Baile»]                                                                        | dori, Navy Quokka                                                                   | dori, SEAN OH, Wonder B                                                             | dori                                                                                | 2:49                                                                                | [ 54 ]                                                                              |
| Notas | Las canciones de la banda sonora tienen una versión instrumental de igual duración. | Las canciones de la banda sonora tienen una versión instrumental de igual duración. | Las canciones de la banda sonora tienen una versión instrumental de igual duración. | Las canciones de la banda sonora tienen una versión instrumental de igual duración. | Las canciones de la banda sonora tienen una versión instrumental de igual duración. | Las canciones de la banda sonora tienen una versión instrumental de igual duración. | Las canciones de la banda sonora tienen una versión instrumental de igual duración. |

## Audiencia
| Temporada | Temporada | Episodio número | Episodio número | Episodio número | Episodio número | Episodio número | Episodio número | Episodio número | Episodio número | Episodio número | Episodio número | Episodio número | Episodio número | Episodio número | Episodio número | Episodio número | Episodio número | Promedio |
| Temporada | Temporada | 1               | 2               | 3               | 4               | 5               | 6               | 7               | 8               | 9               | 10              | 11              | 12              | 13              | 14              | 15              | 16              | Promedio |
| --------- | --------- | --------------- | --------------- | --------------- | --------------- | --------------- | --------------- | --------------- | --------------- | --------------- | --------------- | --------------- | --------------- | --------------- | --------------- | --------------- | --------------- | -------- |
|           | 1         | 1.205           | 1.262           | 1.169           | 1.522           | 1.597           | —               | —               | —               | —               | —               | 1.666           | 2.251           | 2.138           | 2.398           | 2.583           | 2.965           | ND       |

| Episodio | Fecha de emisión        | Índices de audiencia (Nielsen Korea) | Índices de audiencia (Nielsen Korea) |
| Episodio | Fecha de emisión        | Nacional                             | Seúl                                 |
| --- | ----------------------- | ------------------------------------ | ------------------------------------ |
| 1 | 2 de diciembre de 2023  | 5,193 % (1.ª)                        | 5,283 % (1.ª)                        |
| 2 | 3 de diciembre de 2023  | 5,276 % (1.ª)                        | 5,552 % (1.ª)                        |
| 3 | 9 de diciembre de 2023  | 5,324 % (1.ª)                        | 6,329 % (1.ª)                        |
| 4 | 10 de diciembre de 2023 | 6,509 % (1.ª)                        | 7,255 % (1.ª)                        |
| 5 | 16 de diciembre de 2023 | 6,689 % (1.ª)                        | 6,528 % (1.ª)                        |
| 6 | 17 de diciembre de 2023 | 8,295 % (1.ª)                        | 9,2 %                                |
| 7 | 23 de diciembre de 2023 | 6,382 % (1.ª)                        | 6,6 %                                |
| 8 | 24 de diciembre de 2023 | 7,913 % (1.ª)                        | 7,9 %                                |
| 9 | 30 de diciembre de 2023 | 8,109 % (1.ª)                        | 8,8 %                                |
| 10 | 31 de diciembre de 2023 | 8,227 % (1.ª)                        | 8,7 %                                |
| 11 | 6 de enero de 2024      | 7,282 % (2.ª)                        | 8,037 % (1.ª)                        |
| 12 | 7 de enero de 2024      | 9,788 %(1.ª)                         | 10,597 %(1.ª)                        |
| 13 | 13 de enero de 2024     | 9,324 % (1.ª)                        | 10,389 % (1.ª)                       |
| 14 | 14 de enero de 2024     | 10,068 % (1.ª)                       | 10,790 % (1.ª)                       |
| 15 | 20 de enero de 2024     | 10,365 % (1.ª)                       | 10,919 % (1.ª)                       |
| 16 | 21 de enero de 2024     | 12,399 % (v)                         | 13,081 % (v)                         |
| Promedio | Promedio                | 7,946 %                              | 8,498 %                              |
| - En la tabla superior, los números azules representan las calificaciones más bajas y los números rojos representan las más altas. - Esta serie se transmite en un canal de cable/televisión de pago, que normalmente tiene una audiencia menor respecto a las emisoras de televisión públicas/gratuitas (KBS, SBS, MBC y EBS). |                         |                                      |                                      |